# 秘鲁广场

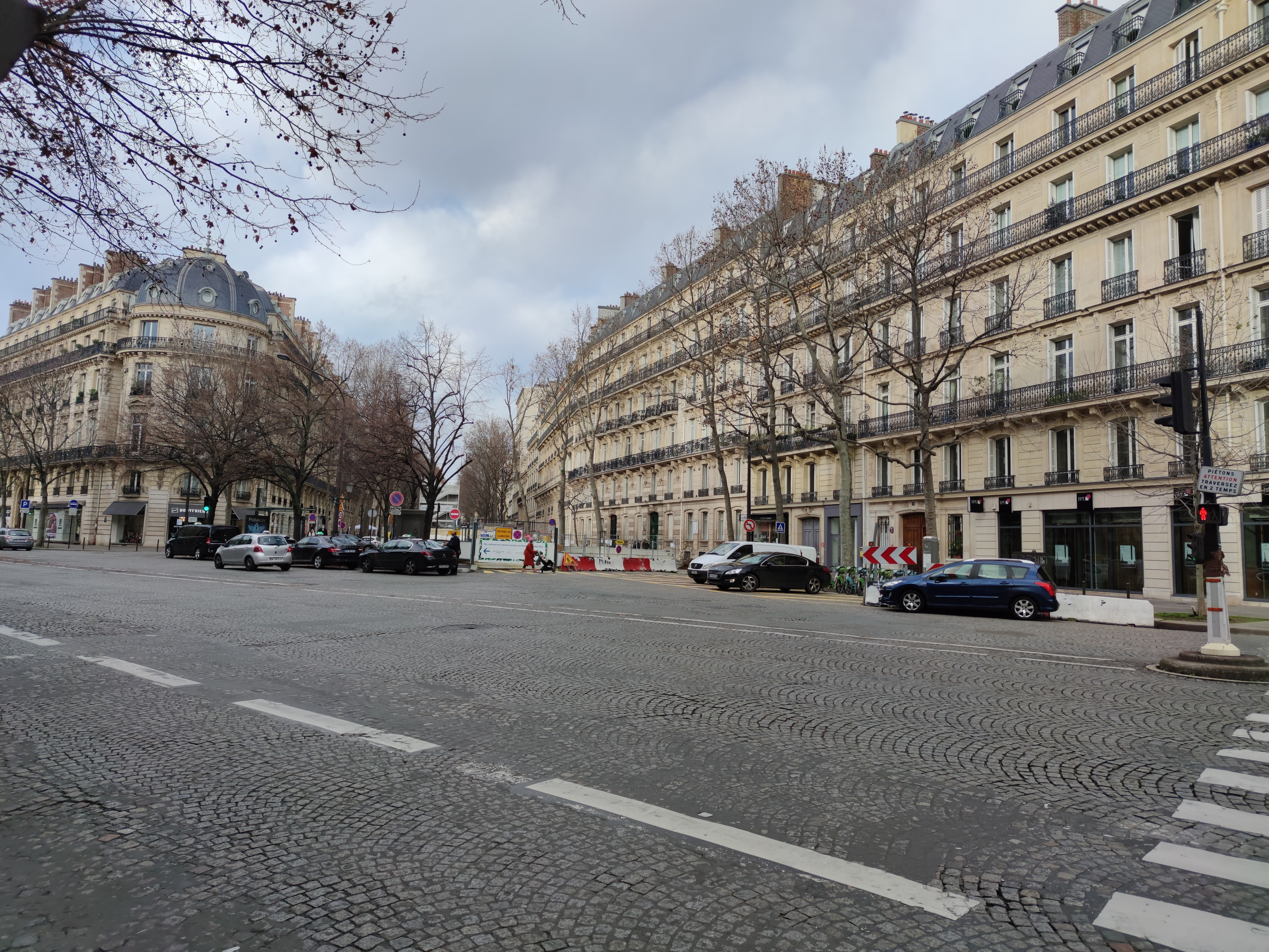
2020年攝

秘鲁广场（法語：Place du Pérou）是巴黎第八区的一个广场。1958年建立。它是欧洲区的一部分，位于奥斯曼大道和墨西拿大街的交汇处。
秘鲁广场得名于南美洲国家秘鲁，命名于2005年。
48°53′N 2°19′E / 48.88°N 2.32°E